# Georges Chappe
Pour les articles homonymes, voir Chappe.
Georges Chappe est un coureur cycliste français, né le 5 mars 1944 à Marseille, professionnel de 1965 à 1972. Il fut l'un des principaux équipiers de Raymond Poulidor au sein du groupe Mercier, de 1965 à 1971.

## Biographie
Grand et longiligne, régulier et résistant, Georges Chappe était un spécialiste des épreuves de contre-la-montre, sa faiblesse résidant dans les descentes de cols. 
Coureur de l'équipe Mercier-BP-Hutchinson de 1965 à 1969, puis de Fagor-Mercier en 1970-1971 et enfin de Gitane en 1972, il participe à sept Tour de France, en termine cinq et remporte détaché la 4e étape de  Roubaix-Rouen en 1968.
Georges Chappe a aussi remporté des épreuves en ligne d'audience nationale : Paris-Camembert en 1967 et 1970, le Criterium national de la route en 1970, année où il remporta le Prestige Pernod, classement par points désignant le meilleur cycliste professionnel français de l'année.
Il publie ses Mémoires en 2018.

## Palmarès

### Palmarès amateur
- 1962
  - Course de côte de La Turbie
- 1963
  -  Champion du monde du 100 km contre-la-montre par équipes
  - 3e étape du Tour des Bouches-du-Rhône
  - 2e de la Route de France
- 1964
  - Tour de l'Yonne :
    - Classement général
    - 1re et 3e (contre-la-montre) étapes

  - Tour des Alpes de Provence :
    - Classement général
    - 2ea étape (contre-la-montre)

  - 3eb étape du Trophée Nice-Matin (contre-la-montre)
  - 4e étape du Tour d'Anjou

### Palmarès professionnel
| - 1965 - Lauréat de la Promotion Pernod - 2e des Boucles de la Seine - 1966 - 2e du Trophée Baracchi (avec Raymond Poulidor) - 1967 - Paris-Camembert - 2e du Grand Prix de Plouay - 10e du Grand Prix du Midi Libre - 1968 - 4e étape du Tour de France - 3e du Circuit de la Vienne - 1969 - 2e de Paris-Camembert - 2e du Circuit de la Vienne - 3e du Critérium national - 3e du championnat de France de poursuite | - 1970 - Lauréat du Prestige Pernod - Paris-Camembert - Critérium national - Grand Prix du Petit Varois - 1971 - 16ea étape du Tour du Portugal - 1972 - 2e étape de la Ronde de l'Oise - 3e de la Route nivernaise |  |

## Résultats sur les grands tours

### Tour de France
7 participations 
- 1965 : abandon (10e étape)
- 1967 : 37e
- 1968 : 42e, vainqueur de la 4e étape
- 1969 : abandon (2e étape)
- 1970 : 84e
- 1971 : 94e et lanterne rouge
- 1972 : 50e

### Tour d'Espagne
3 participations
- 1965 : 36e
- 1967 : 56e
- 1971 : abandon